# Rhododendron papuanum
Rhododendron papuanum är en ljungväxtart som beskrevs av Odoardo Beccari. Rhododendron papuanum ingår i släktet rododendron, och familjen ljungväxter. Inga underarter finns listade i Catalogue of Life.